# سریم(IV) اکسید
اکسید سریم(IV) (به انگلیسی: Cerium(IV) oxide) با فرمول شیمیایی CeO۲ یک ترکیب شیمیایی با شناسه پاب‌کم ۷۳۹۶۳ است. که جرم مولی آن 172.115 g/mol می‌باشد. شکل ظاهری این ترکیب، جامد زرد کمرنگ یا سفید است.